# Szeriális zene
A szeriális zene a 20. század egyik jelentős klasszikus zenei irányzata. Jellemzője a zenemű elemeinek, eszközeinek és egységeinek számszerű mértani vagy jelleg szerinti csoportosítása.

## Története, jellemzői
A név eredete a „széria” (sor, sorrend) fogalmából ered, és első megjelenési formája az 1920-as évektől a dodekafónia volt: a hangközök és hangzatok előzetes meghatározása egy 12 fokú sor alapján történt. Ez az elv azonban kiterjeszthető a zene többi részére is, és Anton Webern meg is valósította Koncert 9 hangszerre című 1934-es művében. Olivier Messiaen 1949-es Mode de valeurs et d’intensitésében még tovább ment: a hangerő, a hangérték és a frazeálás módjait is előzetesen meghatározott sorrendhez kötötte. 
Ezt követően került sor a paraméterek függetlenítésére, amely azt jelentette, hogy a sor hangjaihoz nem mindig ugyanaz a hangérték és dinamikai jel tartozik, minthogy a szériák nem egyidejűleg indulnak. A szerkesztés rugalmasságát a permutációk segítik elő: az eredeti sorból levezetett újabb szériák (például előbb páros, majd a páratlan számú, vagy minden harmadik, negyedik hangból képzett új sorozat). Ugyanakkor azonban a zene minden egyes hangja, hangtulajdonsága és jelzése a szeriális rendnek engedelmeskedett, ezért ennek az irányzatnak „teljes organizáció” lett a neve. Ezután a szeriális elv kiterjedt a nagyobb zenei egységek, a struktúrák sorrendjére is – de ezzel egyidejűleg az előadás túlzott megkötözöttségének ellensúlyozására létrejött az aleatoria. A szerializmusból fejlődött ki az elektronikus zene, a komputerzene és a sztochasztikus zene irányzata.
- Korai képviselői: Arnold Schönberg (1874–1951), Alban Berg (1885–1935), Anton Webern (1883–1945).
- Későbbi ismertebb zeneszerzők: Elisabeth Lutyens (1906–1983); Roberto Gerhard (1896–1970); Luigi Dallapiccola (1904–1975), Luigi Nono (1924–1990); Níkosz Szkalkótasz (1904–1949); Alfred Schnittke (1934–1998);  Krzysztof Penderecki (1933–2020); Arvo Pärt (1935–).
- Kevésbé ismert zeneszerzők: Josef Matthias Hauer (1883–1959), Roger Sessions (1896–1985), Juan Carlos Paz (1897–1972), Hanns Eisler (1898–1962), Benjamin Frankel (1906–1973), Witold Lutosławski (1913–1994), George Perle (1915–2009), Denis ApIvor (1916–2004), Lou Harrison (1917–2003), Jürg Baur (1918–2008), Richard Swift (1927–2003), Henri Pousseur (1929–2009), Donald Martino (1931–2005), Henryk Górecki (1933–2010).

## Egyéb hivatkozások
- http://www.crescit.hu/dokumentumok/gimi/enekzene/20_szazad.pdf

## Kapcsolódó szócikk
- Zenetörténet